# Sailin Álvarez
Sailin Álvarez es una deportista cubana que compitió en taekwondo. Ganó una medalla de plata en los Juegos Panamericanos de 1999 en la categoría de –57 kg.

## Palmarés internacional
| Juegos Panamericanos | Juegos Panamericanos | Juegos Panamericanos | Juegos Panamericanos |
| Año                  | Lugar                | Medalla              | Categoría            |
| -------------------- | -------------------- | -------------------- | -------------------- |
| 1999                 | Winnipeg (Canadá)    | Medalla de plata     | –57 kg               |